# Shoprite Holdings Limited
Shoprite Holdings Limited (Zambia) Plc ist eine 1995 gegründetes Einzelhandelskette in Sambia. Das Mutterunternehmen Shoprite Holdings hat seinen Sitz in Südafrika. Es hat eine Sekundärlistung an der Lusaka Stock Exchange. Die Aktie wurde am 15. Februar 2003 erstmals gehandelt. 
Das Unternehmen betreibt 42 Supermärkte (Stand April 2024) und ein Warenlager. 
Das Unternehmen beschäftigt 918 Arbeitnehmer dauerhaft und 699 gelegentlich (Stand unbekannt). Darüber hinaus arbeiten 196 im Sicherheitsdienst, 150 für die Werbung und 64 im Reinigungsdienst. Somit sind 2027 Arbeitsplätze vorhanden. Von den Angestellten sind 60 Prozent weiblich. Zudem sind 75 im Management tätig, davon 69 im unteren Management, womit die Gesamtzahl der Arbeitsplätze bei 2102 liegt. Der Lohn lag 2003 im Schnitt bei 48 US$ im Monat.